# Juegos Asiáticos de 2002
Los XIV Juegos Asiáticos se celebraron en Busan (Corea del Sur), del 29 de septiembre al 14 de octubre de 2002, bajo la denominación Busan 2002.

Participaron un total de 7711 deportistas representantes de 44 países miembros del Consejo Olímpico de Asia. El total de competiciones fue de 419 repartidas en 38 deportes.

## Medallero
| Núm. | País                   | Oro | Plata | Bronce | Total |
| ---- | ---------------------- | --- | ----- | ------ | ----- |
| 1    | China                  | 150 | 84    | 74     | 308   |
| 2    | Corea del Sur          | 96  | 80    | 84     | 260   |
| 3    | Japón                  | 44  | 74    | 72     | 190   |
| 4    | Kazajistán             | 20  | 26    | 30     | 76    |
| 5    | Uzbekistán             | 15  | 12    | 24     | 51    |
| 6    | Tailandia              | 14  | 19    | 10     | 43    |
| 7    | Taiwán                 | 10  | 17    | 25     | 52    |
| 8    | India                  | 10  | 12    | 13     | 35    |
| 9    | Corea del Norte        | 9   | 11    | 13     | 33    |
| 10   | Irán                   | 8   | 14    | 14     | 36    |
| 11   | Arabia Saudita         | 7   | 1     | 1      | 9     |
| 12   | Malasia                | 6   | 8     | 16     | 30    |
| 13   | Singapur               | 5   | 2     | 10     | 17    |
| 14   | Indonesia              | 4   | 7     | 12     | 23    |
| 15   | Vietnam                | 4   | 7     | 7      | 18    |
| 16   | Hong Kong              | 4   | 6     | 11     | 21    |
| 17   | Catar                  | 4   | 5     | 8      | 17    |
| 18   | Filipinas              | 3   | 7     | 16     | 26    |
| 19   | Baréin                 | 3   | 2     | 2      | 7     |
| 20   | Kirguistán             | 2   | 4     | 6      | 12    |
| 21   | Kuwait                 | 2   | 1     | 5      | 8     |
| 22   | Sri Lanka              | 2   | 1     | 3      | 6     |
| 23   | Pakistán               | 1   | 6     | 6      | 13    |
| 24   | Birmania               | 1   | 5     | 6      | 12    |
| 25   | Turkmenistán           | 1   | 2     | 1      | 4     |
| 26   | Mongolia               | 1   | 1     | 12     | 14    |
| 27   | Líbano                 | 1   | 0     | 0      | 1     |
| 28   | Tayikistán             | 0   | 2     | 4      | 6     |
| 29   | Macao                  | 0   | 2     | 2      | 4     |
| 30   | Emiratos Árabes Unidos | 0   | 2     | 1      | 3     |
| 31   | Bangladés              | 0   | 1     | 0      | 1     |
| 32   | Nepal                  | 0   | 0     | 3      | 3     |
| 32   | Siria                  | 0   | 0     | 3      | 3     |
| 34   | Jordania               | 0   | 0     | 2      | 2     |
| 34   | Laos                   | 0   | 0     | 2      | 2     |
| 36   | Afganistán             | 0   | 0     | 1      | 1     |
| 36   | Brunéi                 | 0   | 0     | 1      | 1     |
| 36   | Palestina              | 0   | 0     | 1      | 1     |
| 36   | Yemen                  | 0   | 0     | 1      | 1     |
| TOT  |                        | 427 | 421   | 502    | 1350  |

| Predecesor: Bangkok 1998 | XIV Juegos Asiáticos 2002 | Sucesor: Doha 2006 |